# Jurabogárfélék
A Jurabogárfélék (Jurodidae) a rovarok (Insecta) osztályában a bogarak (Coleoptera) rendjébe, azon belül az Archostemata alrendjébe tartozó család. A család egyetlen túlélő faja a Sikhotealinia zhiltzovae (Lafer, 1996), egy élő kövület, amely mindeddig egy példányban került elő Oroszország távol-keleti részéről.

## Rendszerezés
A családba mindössze egy faj tartozik:
Sikhotealinia zhiltzovae (Lafer, 1996)

## Fordítás
- Ez a szócikk részben vagy egészben  a   Jurodidae című angol Wikipédia-szócikk fordításán alapul.  Az eredeti cikk szerkesztőit annak laptörténete sorolja fel. Ez a jelzés csupán a megfogalmazás eredetét és a szerzői jogokat jelzi, nem szolgál a cikkben szereplő információk forrásmegjelöléseként.